# Новото гробище над Сливница
 Тази статия е за стихотворението.  За паметника вижте Новото гробище над Сливница (паметник).  
„Новото гробище над Сливница“ (известно също като „Покойници“) е стихотворение на класическия български писател Иван Вазов.
Произведението е включено в стихосбирката „Сливница“, посветена на битката при Сливница в Сръбско-българската война от 1885 година.
Въз основа на стихотворението и известна мелодия на Иван Минков е създаден традиционен траурен марш под името „Покойници“ (или „Покойници, вий в други полк минахте…“) на българската войска, като се изпълняват 1-ви, 2-ри, 3-ти и 7-и куплет.
Често по надгробните паметници на българските войници, включително на Незнайния воин, се изписват първите 3 реда (или само 1-вият ред) от 3-тия куплет:

Българио, за тебе тѣ умрѣха,

една бѣ ти достойна зарадъ тѣхъ,

и тѣ за тебъ достойни, майко, бѣха.